# 요코미군

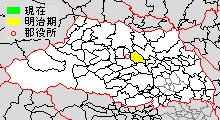
사이타마현 요코미군의 위치

요코미군(横見郡)은 일본 사이타마현(무사시국)에 있던 군이다.

## 군역
현재의 히키군 요시미정에 해당한다. 예전에는 구마가야시의 일부(구 오사토군 요시미촌)도 포함했었다.

## 역사
- 1879년 3월 17일 - 군구정촌 편제법이 사이타마현에서 실시되면서 행정 구역으로서의 요코미군이 발족.

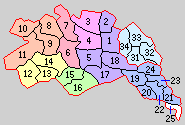
31.미나미요시미촌 32.히가시요시미촌 33.기타요시미촌 34.니시요시미촌(하늘색:요시미정 1-25는 히키군)

- 1889년(明治22年)4월 1일 - 정촌제 시행으로, 아래의 촌이 발족. 전역이 현 요시미정.(4촌)
  - 미나미요시미촌(南吉見村)
  - 히가시요시미촌(東吉見村)
  - 기타요시미촌(北吉見村)
  - 니시요시미촌(西吉見村)
- 1896년 4월 1일 - 요코미군 및 히키군의 대부분((우에키촌을 제외)의 구역으로, 새로이 히키군(比企郡)이 발족. 이날 요코미군은 폐지됨.

## 참고 문헌
- 《가도카와 일본 지명 대사전》 편집위원회, 편집. (1980년 7월 1일). 《가도카와 일본 지명 대사전》. 11 사이타마현. 가도카와 쇼텐. ISBN 4040011104.